# Liste des seigneurs de la Roche-en-Savenay
Liste des seigneurs de la Roche-en-Savenay. Le fief fut tenu chronologiquement par les :
- Famille de La Roche-Bernard,
- Famille de Thouars,
- Famille de Laval,
- Famille Le Ferron
- Famille de Laval
- Maison de Rieux.

Au XIVe siècle, les Barons de la Roche-Bernard possèdent plusieurs fiefs sur les paroisses de Savenay, Prinquiau, Bouée, Malville et Cordemais. Ces fiefs constituent la seigneurie de la Roche-en-Savenay. La seigneurie sert de dot et est démembrée de la Baronnie de la Roche-Bernard lors du mariage de Catherine de la Roche-Bernard en 1370 avec Renaud de Thouars, seigneur de Pouzauges. La seigneurie sera rattachée encore deux fois à la Baronnie de la Roche-Bernard par diverses alliances, pour finir dans l'orbite de la Vicomté de Donges en 1548.

## Seigneursde la Roche-en-Savenay

### Famille de La Roche-Bernard
- ???? - 1364 Eudes III de La Roche-Bernard, dit Eon ou Eudon de Lohéac ( † 29 septembre 1364  à la Bataille d'Auray), baron de La Roche-Bernard, châtelain de La Brétesche, seigneur de Lohéac, et de La Roche-en-Nort, époux de Béatrice de Craon ( † 26 septembre 1356), fille de Guillaume Ier le Grand, vicomte de Châteaudun et seigneur de Sablé.
- 1370 - 1403 Catherine ( † après le 17 mars 1403), mariée en 1370 à Renaud de Thouars ( † vers 1385), seigneur de Pouzauges, petit-fils de Hugues II de Thouars

Armes de la Famille de La Roche-Bernard : D'or à l'aigle bicéphale de sable, becquée et membrée de gueules.
Armes de la Famille de La Roche-Bernard : De vair plein.

### Famille de Thouars
- 1403 - 1419 Miles II de Thouars ( + 1419), seigneur de Pouzauges, de Chabanais et de Consolant, fils de Renaud de Thouars époux de Béatrice de Montjean.

- 1419 - 1420 Catherine de Thouars[2]dame de Pouzauges, fille de Miles II de Thouars[note 1] et de Béatrice de Montjean. Elle épouse en 1420, Gilles de Rais. Catherine de Thouars se remaria avec Jean de Vendôme et essaya de rentrer en possession de la Roche-en-Savenay. Elle mourut en 1462 sans avoir vu la fin des procès.

Armes de la Famille de Thouars.

### Maison de Laval
- 1420 - 1435, Gilles de Rais (1404 Machecoul- 1440 Nantes), seigneur de Retz, Maréchal de France (juillet 1429-1440). En 1435, criblé de dettes, vend la seigneurie à Guillemette, veuve de Guillaume le Ferron. Dans la Revue de Bretagne et de Vendée l'acquéreur est Hardouin de Bueil, évêque d'Angers[3]. Ce qui n'est pas contradictoire, puisque Gilles de Rais a vendu plusieurs fois les mêmes terres à plusieurs acquéreurs.

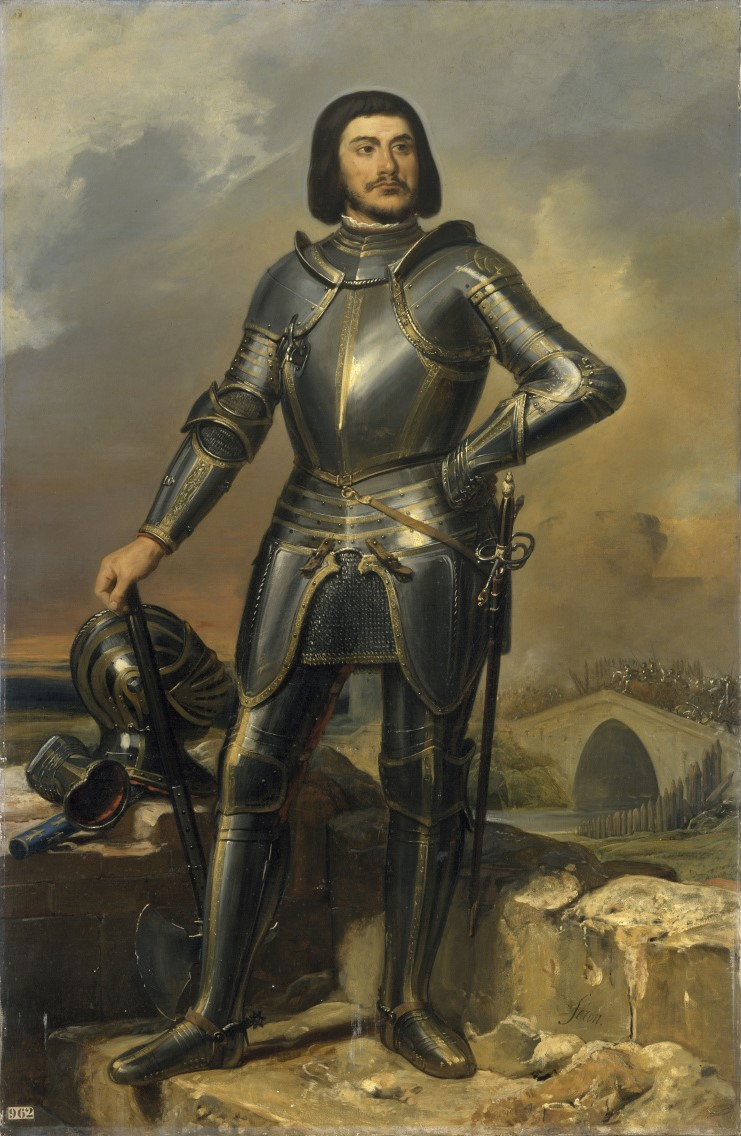
Gilles de Laval, sire de Rais.

### Famille Ferron de La Ferronnays
- Geffroy Le Ferron, fils de Guillaume

Blason de la Famille Ferron.

### Maison de Laval
- 1467 - 1476, la seigneurie est de nouveau rachetée en 1467 par Jean de Laval (1437-1476), baron de La Roche-Bernard, châtelain de La Bretesche, seigneur de La Roche-en-Nort, seigneur d'Avaugour[4], de Beffou, de Belle-Isle et du Plessis-Raffray (qu'il reçut de Pierre II , duc de Bretagne et qu'il vendit à Pierre Landais.
- Guy XVI de Laval, (1500-1531)
- 1531 - 1547 Guy XVII de Laval, (1531-1547) rend aveu au roi en 1544 pour sa baronnie de la Roche-en-Savenay. Il meurt sans postérité, ses biens sont transférés aux enfants de sa sœur Catherine de Laval, femme de Claude Ier sire de Rieux et vicomte de Donges.

Blason de Gui VII de Laval.

### Maison de Rieux
Devises : 1° À tout heure, bellier / 2° Tout un.
- 1548 - ???? La seconde femme de Claude Ier de Rieux, Suzanne de Bourbon-Montpensier ( † 1570), fille de Louis de Bourbon (1473 † 1520), prince de La Roche-sur-Yon et Louise de Montpensier fit hommage au roi, en 1548, au nom des enfants de son mari, pour leur seigneurie de la Roche-en-Savenay [5].
- Claudine de Rieux († 1561) reçoit en partage la Roche-en-Savenay [6], dame de la Roche-Bernard, de Rieux, et de Rochefort,
mariée le 9 décembre 1548 (Saint-Germain-en-Laye) à François de Coligny (1521 † 1569), seigneur d'Andelot,
- Guy Ier de Rieux hérite de sa cousine Claudine de Rieux.

Armes de la maison de Rieux : D'azur à dix besants d'or posés 4, 3, 2, 1.

### Maison de Rieux, Branche de Donges
- 1570 - 1591 Guy Ier de Rieux ( † 12 février 1591), seigneur de Châteauneuf, vicomte de Donges, Gouverneur de Brest, fils de Jean de Rieux (1508 † 24 décembre 1563[7]), seigneur de Châteauneuf et de Sourdéac et Béatrix de Jonchères, dame de La Perrière-en-Anjou ; petit-fils de Jean IV de Rieux,
marié en 1560 à Anne, baronne du Chastel

En 1548, « la Roche en Savenay » devient la propriété du Sire de Rieux, vicomte de Donges et en dépend jusqu'à la Révolution. Au début du XVIIe siècle le siège de la Baronnie s'implante au manoir du Matz, en Savenay.
Pour la suite, voir :